# Nazgûl
Os Nazgûl (da língua negra: Nazg "anel", e Gûl, "Espírito", "Espectro") são personagens fictícios das obras de J. R. R. Tolkien, na Terra Média. Eram nove homens que sucumbiram ao poder de Sauron e quase atingiram a imortalidade como fantasmas, funcionários ligados ao poder do Um Anel. Eles são mencionados pela primeira vez em O Senhor dos Anéis, publicado originalmente em 1954-1955. O livro chama os Nazgûl de "os mais terríveis servos" de Sauron.

## Escrita de Tolkien
Os Nazgûl foram grandes reis dos homens que receberam nove Anéis de Poder. Com a forja do Um Anel, eles se tornaram escravos involuntários de Sauron e, eventualmente, seus principais tenentes. Depois de muitos anos o efeito dos anéis os transformaram em espectros invisíveis para todos menos para Sauron e para quem usasse o Um Anel. Eles viajaram para o exterior cobertos com capas pretas e armaduras de prata que lhes deu forma. Eles eram considerados como os "... servos mais terríveis" de Sauron, sendo o mais notável entre eles o Rei-bruxo de Angmar, o guerreiro mais mortal das forças de Mordor.
Dentre os nove Nazgûl existentes, cinco tiveram seus nomes conhecidos: Morgomir, a Sombra do Oeste (introduzido no jogo 'Battle for Middle Earth II: Rise of the Witch King da EA Games), um Espectro do Anel menor que foi um segundo Rei-bruxo na conquista de Arnor, Khamûl, o Senhor do Leste, que governou Dol Guldur após Sauron mover-se rumo a Barad-dûr, Isildur, Helm Hammerhead e Talion. Estes três últimos introduzidos no jogo Shadow of War. Nesta saga, Talion derrota Helm e conta sua história (bastante diferente dos escritos de Tolkien). Isildur é introduzido mais tarde no jogo sendo levado a beira da morte até Sauron, após a emboscada que o fez perder o Um Anel. O espectro de Sauron coloca um dia nove anéis em seu dedo, prendendo-o à servidão como Nazgûl.
Talion derrota Isildur usando o novo anel forjado por Celebrimbor (que o trai e o executa quando este se recusa a dominar a Terra Média em nome de Celebrimbor, que entrega o novo anel a Eltariel), libertando sua alma da escravidão imposta por Sauron. Imaginando que finalmente poderia descansar em paz, Talion é persuadido por Laracna a usar o anel deixado por Isildur e assume sua posição de líder junto aos Nazgûl.
No entanto, nada do que se passa nos jogos é canônico e muito é conflitante com os escritos e notas de Tolkien.
Aos Nazgûl sem nome foram dados nomes não oficiais, tais como The Undying (O Imortal), The Tainted (O Contaminado), The Dark Marshal (O Marechal das Trevas), The Shadow Lord (O Senhor das Sombras), The Betrayer (O Traidor), e The Knight of Umbar (O Cavaleiro da Umbar).
A razão que fez Sauron ganhar uma "apoio" tão forte entre os homens do Oriente e do Sul foi, provavelmente, através dos esforços dos Espectros do Anel. Desta forma, seu plano para os Anéis de Poder foi, pelo menos, parcialmente bem-sucedido.

## História

### Segunda Era
Durante a Segunda Era da Terra-média os ferreiros élficos de Eregion forjaram os Anéis de Poder, os quais nove foram dados aos grandes e poderosos reis dos homens, dos quais três se acreditava serem senhores de Númenor que foram corrompidos por Sauron.
| “ | Aqueles que usaram os Nove Anéis tornaram-se poderosos em seus dias, reis, feiticeiros e guerreiros de antigamente. Eles obtiveram glória e riqueza, no entanto, rumavam para a sua ruína. Eles tinham, ao que parece, a vida eterna, mas a vida se tornou insuportável para eles. Eles podiam andar, se quisessem, sem ser visto porto dos os olhos deste mundo sob o sol, e eles podiam ver coisas em mundos invisíveis para os mortais, mas muitas vezes, eles viam apenas os fantasmas e os delírios de Sauron. Além disso, um por um, mais cedo ou mais tarde, de acordo com a sua força nativa para o bem ou o mal de suas vontades no início, eles caíram sob a escravidão dos Anéis que traziam a dominação do Um Anel que pertencia a Sauron, e eles se tornaram para sempre invisíveis salva-se quem usava o Anel Regente, e eles entraram no reino das sombras. Os Nazgûl eram eles, os Espectros do Anel, os servos mais terríveis do Inimigo; a escuridão foi com eles, e gritaram com as vozes da morte. — O Silmarillion: "Dos Anéis do Poder e da Terceira Era". Pag. 368 | ” |

Por muitos anos os nove reis utilizaram esses anéis, ganhando grandes riquezas, prestígio e poder. No entanto, com o tempo, o efeito corruptor dos anéis fez suas formas corporais físicas desaparecem até que eles se tornaram fantasmas inteiramente.
O Nazgûl foram vistos pela primeira vez em torno de 2251 da Segunda Era, e logo se estabeleceram como os principais servos de Sauron, embora eles tenham sido temporariamente dispersos após Sauron ter sido derrubado em 3434 pelas mãos de Isildur na Última Aliança de Elfos e Homens. Não se sabe se eles estavam presentes na derrota de Sauron em Mordor.

### Terceira Era

#### O Retorno dos Nazgûl
Uma vez que o Anel Governante não foi destruído, os Espectros do Anel e seu mestre sobreviveram. Porem os Nazgûl so foram vistos novamente em torno do ano 1300 da Terceira Era. Foi nessa época que O Rei Bruxo de Angmar lançou ataques contra o reino vizinho de Arnor. O primeiro alvo foi o reino de Rhudaur.
Depois de conquistar Rhudaur e substituir o rei Dúnedain com um dos Hillmen nativos, possivelmente descendentes da família de Ulfang, no ano de 1356 virou-se contra Arthedain. Isso resultou na morte do rei Argeleb I mas Arthedain ainda não tinha sido derrotado porque ainda conseguiu manter uma linha de defesa ao longo das Colinas do Vento. Em 1409 veio o ataque a Cardolan. Também durante este período, as forças do Rei Bruxo queimaram e destruíram a torre de Amon Sûl. Com a queda da capital de Cardolan Arthedain, Fornost, seguida da destruição do último reino de Arnor.
Um ano depois, um príncipe de Gondor chamado Eärnur chegou com a intenção de ajudar Arthedain. No entanto, depois ele descobriu que já era tarde demais, ele e seu exército marcharam contra as forças do Rei bruxo, destruindo-o na Batalha de Fornost. O Rei Bruxo fugiu se retirando para Mordor, com Angmar tendo servido o seu propósito. Em algum momento, o Rei bruxo enviou Criaturas Tumulares aos Túmulos-caídos para evitar que Cardolan fosse ressuscitado.
Após seu retorno a Mordor, o Rei Bruxo reuniu os outros oito Nazgûl. No ano de 2000, os Nazgûl atacaram, e depois de dois anos, conquistaram Minas Ithil, renomeando-a como Minas Morgul e adquirindo um Palantír para seu mestre escuro. Foi a partir de Minas Morgul que os nove regeram a reconstrução dos exércitos de Sauron e a preparação de Mordor para o retorno de seu mestre. Em 2942 Sauron retornou abertamente para Mordor declarando-se rei em 2951. Ele enviou dois ou três dos Nazgûl para guarnecer sua fortaleza Dol Guldur na Floresta das Trevas. Eles eram liderados por Khamûl, o segundo Nazgûl mais poderoso depois do Rei bruxo.

#### A Caçada ao Anel
Perto do início da Guerra do Anel em 3018, Sauron ordenou aos Nazgûl que recuperassem o Um Anel do Poder, recentemente descobriu-se que o Anel estava no Condado e na posse de um Hobbit chamado Bolseiro. Os Nove, montados a cavalo e vestindo de enormes mantos pretos, entraram no Condado pouco tempo depois.
Depois de vários quase-acidentes, a festa de Frodo foi localizada pelos Nazgûl em sua nova casa, em Cricôncavo, mas a festa já havia passado o que permitiu que Frodo não fosse capturado pelos Nove perseguidores, até atingir a cidade de Bree. Assassinos locais foram enviados contra os hobbits durante a sua estadia, mas devido aos conselhos de Passolargo (Aragorn), os assassinos foram frustrados. Alguns dos Nazgûl lutaram com o Gandalf Istar enquanto os hobbits procuravam o Topo do Vento nas proximidades. Eles finalmente localizaram o Portador do Anel no Topo do Vento, vários dias depois, onde o Rei Bruxo feriu Frodo com uma lâmina de Morgul (que por sua vez foi esfaqueado com a faca de Frodo). Os Nazgûl foram expulsos do Topo do Vento por Passolargo que usou de tocha acesas para lutar contra eles e defender os viajantes. Depois de alguns dias a cavalo os hobbits chegaram ao Fords de Bruinen. Aqui as águas encantadas do rio varreram os Nove Nazgûl, matando os seus cavalos. Sem os meios para atacar Valfenda, onde Frodo e seus companheiros se refugiaram, os Nazgûl foram forçados a voltar para Mordor a pé.

#### A Guerra do Anel
Depois de receber novas montarias aladas (chamadas simplesmente de bestas caídas), os Nove atacaram a cidade em ruínas de Osgiliath para preparar o caminho para o ataque em Minas Tirith. As forças de Sauron foram lideradas pelo Rei Bruxo no que seria sua última batalha, a Batalha dos Campos de Pelennor. Durante a batalha, o Senhor dos Nazgûl foi morto por Éowyn (sobrinha do Rei Théoden de Rohan) e pelo hobbit Merry, cuja lâmina Ponente mágica provou ser o fator decisivo, pois quebrou o encanto retornando o Nazgûl a sua forma física, permitindo que fosse ferido por armas normais. Os oito Nazgûl restantes lutaram contra o exército do oeste na batalha de Morannon. Quando Frodo Bolseiro reivindicou o anel para ele próprio, perto do fogo da Montanha da Perdição, Sauron ordenou aos oito que voassem com toda a velocidade possível para aproveitar a localização exata do Anel. Eles chegaram tarde demais, o Anel havia morrido, caindo no fogo do vulcão, juntamente com Gollum. Os Nazgûl foram destruídos, a sua forma e poder se dissipou junto com a de seu mestre.

## A morte do feiticeiro
Para entender como o Rei Bruxo foi derrotado, é necessário saber que Sauron havia lançado um feitiço que tornava o feiticeiro Nazgûl indestrutível para armas; espadas são um exemplo básico, porque eram muito comumente usadas, e nenhuma arma exceto uma Lâmina de Ponente ("Barrow Blade") poderia realmente ferir o Rei Bruxo, de fato, qualquer arma que fosse usada para feri-lo foi destruída, muitas vezes gerando até danos a quem o atacou. Aqui está uma citação do livro, no original em inglês:
'"The only hurt that it did to his enemy, I fear; for it is unharmed, but all blades perish that pierce that dreadful King. More deadly to him was the name of Elbereth." - A Sociedade do Anel, Livro 1, Capítulo 12, Fuga para o Vau.
A única lâmina que é capaz de ferir o Rei Bruxo (e outros Nazgûl) é uma Lâmina de Ponente ("Barrow Blade"). A lâmina de Merry, conseguida na colina dos túmulos, era uma lâmina de Ponente feita pelos homens do Norte de Arnor que costumavam lutar contra o Rei Bruxo; eles criaram essa lâmina com o propósito de remover o feitiço que mantém o Rei Bruxo indestrutível para armas normais. Segue a citação no original em inglês:
''So passed the sword of the Barrow-downs, work of Westernesse. But glad would he have been to know its fate who wrought it slowly long ago in the North-kingdom when the Dúnedain were young, and chief among their foes was the dread realm of Angmar and its sorcerer king. No other blade, not though mightier hands had wielded it, would have dealt that foe a wound so bitter, cleaving the undead flesh, breaking the spell that knit his unseen sinews to his will.” - The Return of the King, Book 5, Chapter 6, The Battle of the Pelennor Fields.
Então porque Eowyn conseguiu vencer o Rei Bruxo? Bem, Eowyn mal sobreviveu ao seu encontro com o Rei Bruxo, ela teve uma briga curta com ele, quebrou o braço e perdeu. Para entender o peso da situação, é preciso lembrar que Éowyn sabe como se defender com uma espada, as mulheres de Rohan foram treinadas e poderiam lutar por si mesmas, elas não precisavam depender nos Homens de Rohan para lutar por si. Mesmo assim, naquele momento o Rei Bruxo estava prestes a matá-la quando Merry esgueirou-se e atacou-o com uma lâmina de Ponente. Se não fosse pelo Hobbit, que atacou furtivamente o feiticeiro (distraído em toda sua soberba e orgulho cego) com a única arma que poderia realmente podia ferí-lo, permitindo que Ewoyn acabasse com o Rei Bruxo, ela estaria morta. Aqui está uma citação no original em inglês que descreve a situação:
’Out of the wreck rose the Black Rider, tall and threatening, towering above her. With a cry of hatred that stung the very ears like venom he let fall his mace. Her shield was shivered in many pieces, and her arm was broken; she stumbled to her knees. He bent over her like a cloud, and his eyes glittered; he raised his mace to kill. But suddenly he too stumbled forward with a cry of bitter pain, and his stroke went wide, driving into the ground. Merry's sword had stabbed him from behind, shearing through the black mantle, and passing up beneath the hauberk had pierced the sinew behind his mighty knee.’’ - The Return of the King, Book 5, Chapter 6, The Battle of the Pelennor Fields.

## Nomes, Títulos e Termos

### Atribuições de Tolkien
Os Nazgûl são chamados de Úlairi (em plural) na língua fictícia do Quenya, de Tolkien. Eles também são chamados de Cavaleiros Caídos e os Asas Negras (quando montam as Bestas Caídas), assim como as Sombras, os Servos de Sauron, e os Nove Servos do Senhor dos Anéis. Os Orcs da Torre de Cirith Ungol os chamam de Guardiões. Em seu duelo com o Rei Bruxo, Éowyn o chama de "dwimmerlaik" ('espectro'). Esta é uma palavra em Rohirrico, a língua de Rohan (traduzido para o anglo-saxão) que Tolkien interpreta no índice como uma "obra de necromancia", um "fantasma".
Apenas dois dos Nazgûl são nomeados ou identificados individualmente nas obras de Tolkien. Seu líder era o Rei bruxo de Angmar, e seu segundo em comando foi nomeado Khamûl, o "Oriental Negro" ou a "sombra do Oriente". Tolkien afirmou que três deles eram grandes senhores númenorianos; em suas notas para tradutores, Tolkien especula que o Rei Bruxo era de origem númenoriana. Khamûl era um senhor dos Orientais, e o único Nazgûl cujo nome é dado.

### Não atribuídos por Tolkien
O início do jogo Middle-Earth Role Playing (e materiais deles derivados) nomeiam os outros oito que  Khamûl; Er-Murazor (o Rei Bruxo, de raça númenoriana), Dwar of Waw, Ji Indûr Dawndeath, Akhôrahil (númenoriano), Hoarmûrath of Dír, Adûnaphel, o Silencioso (mulher númenoriana), Ren, o Imundo Impuro e Ûvatha, o Cavaleiro, mas estes nomes vêm de escritos de Tolkien. (Também não há qualquer indicação de que Tolkien jamais imaginou um dos Nazgûl como sendo do sexo feminino.)
Em The Lord of the Rings Trading Card Game, baseado principalmente nos filmes de Jackson, os Nazgûl são chamados O Bruxo Rei, Úlairë Attëa (O Oriental), Úlairë Nelya, Úlairë Cantëa, Úlairë Lemenya, Úlairë Enquëa, Úlairë Otsëa, Úlairë Toldëa e Úlairë Nertëa. Estes não são nomes novos: Úlairë é um singular Quenya reconstruído de "Ringwraith" ('Espectro do Anel'; o singular de Q. pl. Ulairi não é atestado diretamente), e a segunda palavra é simplesmente um número ordinal do segundo para o nono.
Para as expansões do seu jogo de estratégia em tempo real The Lord of the Rings: The Battle for Middle Earth II, The Rise of the Witch-king — principalmente com base nos filmes de Jackson e construindo muito dos escritos originais — Electronic Arts inventou o nomear Morgomir para um dos Nazgûl. Este parece ser um pasticho das palavras sindarin Melkor ("Inimigo das Trevas") e mîr ("jóia"), não é atestado em idiomas élficos de Tolkien.
Em The Lord of the Rings Strategy Battle Game, o Rei Bruxo e Khamûl, o Oriental retem os títulos que Tolkien lhes deu. Os outros sete possuem títulos honoríficos, enfatizando os aspectos de como eles são usados no jogo: O Marechal das Trevas, O Senhor das Sombras, O Imortal, O Contaminado, o Traidor, O Cavaleiro de Umbar e O Dwimmerlaik ('espectro').

## Montarias

Um Nazgûl em seu cavalo voador em O Senhor dos Anéis (1978), de Ralph Bakshi

Depois de perderem os seus cavalos no Vau do Bruinen, os Nazgûl retornam a Mordor e reaparecem montados em animais voadores hediondos; Beregond os chamou de "falcões do inferno." Tolkien as descreve como "bestas caídas", embora o autor aplique o adjetivo caídas (como "ferozes, cruéis") para uma variedade de outras criaturas em todo O Senhor dos Anéis — mesmo no ponto de Gandalf. Em uma carta, ele chama as montagens aladas de "Aves-Nazgûl". Na ausência de um nome próprio, obras derivadas, por vezes, pressionam termos como "bestas-caídas" em uso.
A figura dos cavalos voadores com destaque na Batalha dos Campos do Pelennor, onde o Rei bruxo de Angmar, o Senhor dos Nazgûl, monta numa criatura contra o Rei Théoden de Rohan. Tolkien descreve a montagem do Rei Bruxo assim:

... era uma criatura alada: se era um pássaro, então era maior que todos os outros pássaros, e era nu, sem penas ou plumas, e suas enormes asas eram como teias que se escondiam entre os dedos com chifres; e ele fedia. Uma criatura de um mundo mais velho talvez fosse ...

Alguns parágrafos depois, diz-se que ele ataca com "bico e garra".
Tolkien escreveu uma vez que "não tinha a intenção de que o cavalo do Rei dos Bruxos fosse o que hoje é chamado de 'pterodáctilo', embora reconheceu que "obviamente ... pterodactílico devia muito" à "nova ... mitologia do 'pré-histórico'", e pode até mesmo ser 'um último sobrevivente das eras geológicas mais antigas'".

## Adaptações
Na versão animada de Ralph Bakshi de O Senhor dos Anéis, de 1978, um dos Nazgûl é demonstrado montando essas criaturas. A versão animada da Rankin-Bass de The Return of the King, de 1980, mostra cavalos alados Nazgûl, embora o Rei Bruxo monta uma criatura de acordo com o livro, quando ele confronta Éowyn. Na trilogia cinematográfica de Peter Jackson baseada em O Senhor dos Anéis, todos os nove Nazgûl são mostrados no tela. As criaturas de Jackson são explicitamente diferentes da descrição de Tolkien já que eles possuem dentes em vez de bicos. Os Nazgûl os usam em uma batalha mais ampla do que a do livro. No filme a montagem do Rei Bruxo é em grande parte a responsável pela morte de Théoden e seu cavalo Snowmane, enquanto no livro Snowmane é morto por um "dardo preto", esmagando Théoden enquanto ele cai. Tal como confirmado em comentários em áudio dos filmes, o design das criaturas foi amplamente baseado em ilustrações do artista John Howe.